# بوب كاري
بوب كاري (بالإنجليزية: Bob Carey) هو مهندس أمريكي، ولد في 28 سبتمبر 1904 في مدينة اندرسون في الولايات المتحدة، وتوفي في 16 أبريل 1933 في لوس أنجلوس في الولايات المتحدة.